# 黒鳥兵衛
黒鳥 兵衛（くろとり ひょうえ）は、越後国の伝説上の人物。

## 概要
伝説によれば、平安時代の後期、安倍貞任の残党であった黒鳥兵衛は越後国へ入ると悪逆非道の限りを尽くし、朝廷の討伐軍をも打ち破った。
困り果てた朝廷は、佐渡国へ配流となっていた源義綱を赦免し（あるいは源義家とも言う）黒鳥兵衛の討伐に当たらせた。
黒鳥兵衛は妖術を使って抵抗するが、次第に追い詰められ、現在の新潟市南区味方の陣に立てこもった。当時、このあたり一帯は泥沼で、容易に歩ける場所ではなく、攻めるに難しい陣であった。
攻めあぐねていた源義綱は、ある日、一つがいの鶴が木の枝をくわえて来ると、それを足に掴んで沼の上を歩くのを見た。「これこそ神の御加護」と、かんじき（竹などで作った輪状又はすのこ状の歩行補助具で、足に着け、雪上や湿地などで足が潜らないようにする。）を作り、兵に履かせて一気に攻め込んだ。不意を突かれた黒鳥兵衛は、ついに討ち取られ、首をはねられた。

## 後世への影響
- かんじきの起源とされる。かんじきの緒を立てた場所が現在の新潟市西区黒鳥緒立である。
- 黒鳥兵衛の斬られた首の落ちた所が現在の新潟市西区黒鳥である。（これが、黒埼という地名の起源となった。）
- 黒鳥兵衛の首は塩漬けにされ、埋めた場所に首塚が造られた。
  - この地に鎮護のために建てた祠が緒立の八幡神社である。
  - 塩漬けの首により、塩分を含んだ水が地中から湧き出している。これが緒立温泉である。
- 時折空に轟音が轟くことがあるという。人々は、首を切られた黒鳥兵衛の胴が首を求めて咆哮すると言い、「胴鳴り」と呼んで恐れた。

このように、黒鳥兵衛の伝説は越後国一帯を舞台とする壮大な軍記物で、伝説ゆかりの地は、新潟市黒埼地区を初め、新潟県北部に広く分布する。緒立からは緒立遺跡や的場遺跡といった古い住居跡が見つかっているが、黒鳥兵衛伝説は史実に基づくものではなく、後世の創作と見られている。